# Stater

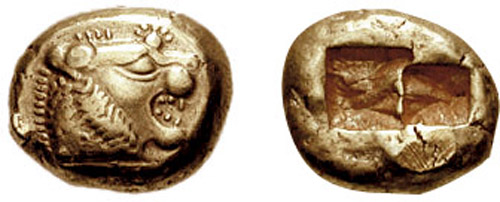
Deze trite (1/3 van een stater) van elektrum, met een gewicht van 4,71 gram, van een onbekende Lydische koning uit de vroege 6e eeuw v.Chr. is waarschijnlijk een van de oudste munten ter wereld.

De stater is een gewichtseenheid, die sinds de uitvinding van muntgeld in het derde kwart van de 7e eeuw v.Chr., waarschijnlijk in Lydië, werd gebruikt voor het aanmunten van munten van elektrum, een in de natuur voorkomende goud-zilver-koperlegering. De naam 'stater' betekent zoveel als wegend en toont daarmee de vroegste functie van munten als genormeerde gewichtseenheid aan. Een universeel vaststaand gewicht zoals dat tegenwoordig in de meeste landen gebruikelijk is, bestond in de oudheid niet. Maten en gewichten varieerden van streek tot streek; in sommige plaatsen werd voor de stater een gewichtseenheid van 14 gram gehanteerd, 17 gram is ook mogelijk. Later, vanaf de munthervorming van koning Kroisos werd circa 8,5 gram veel gebruikt.

## Oudste munten
De vroegste munten waren druppelvormige stukken elektrum met een figuratieve stempeling van een leeuw aan de ene kant en een incuse, een betekenisloze afdruk, aan de andere. Deze munten hadden een vrij grote waarde en waren dan ook niet bestemd voor dagelijks gebruik, maar wellicht voor het betalen van huursoldaten. De naam 'stater' is op deze munten van toepassing - het gewicht bedroeg ongeveer 14 gram, maar er bestaan ook fracties, zoals de derde, de zesde, de twaalfde en zelfs de 1/96 stater. Vooral de 1/3 stater werd in grote aantallen geslagen. De staters van de Lydiërs werden geïmiteerd door de Kimmeriërs, een ruitervolk dat mogelijk huursoldaten leverde, maar ook frequent in oorlog was met het Lydische koninkrijk.

## Dubbele standaard

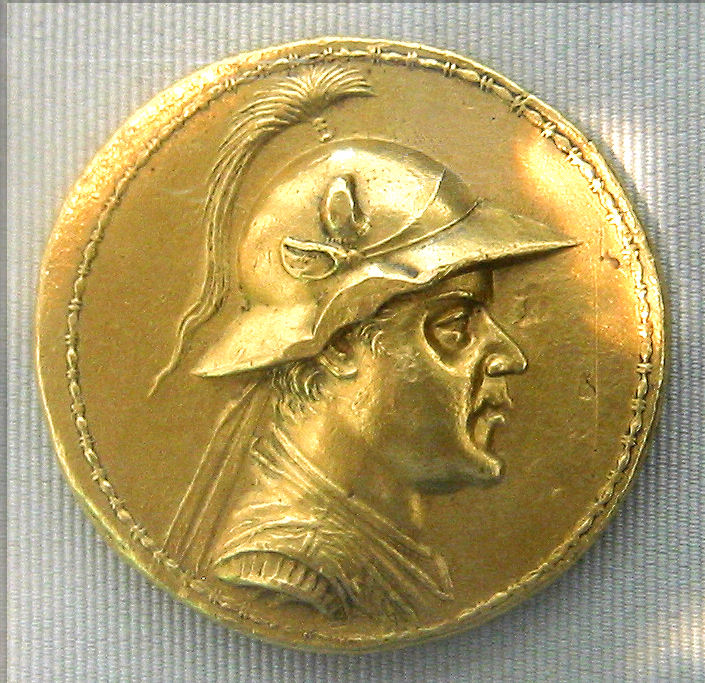
Gouden 20-statermunt van de Grieks-Bactrische koning Eukratides, de grootste gouden munt ooit geslagen in de Oudheid

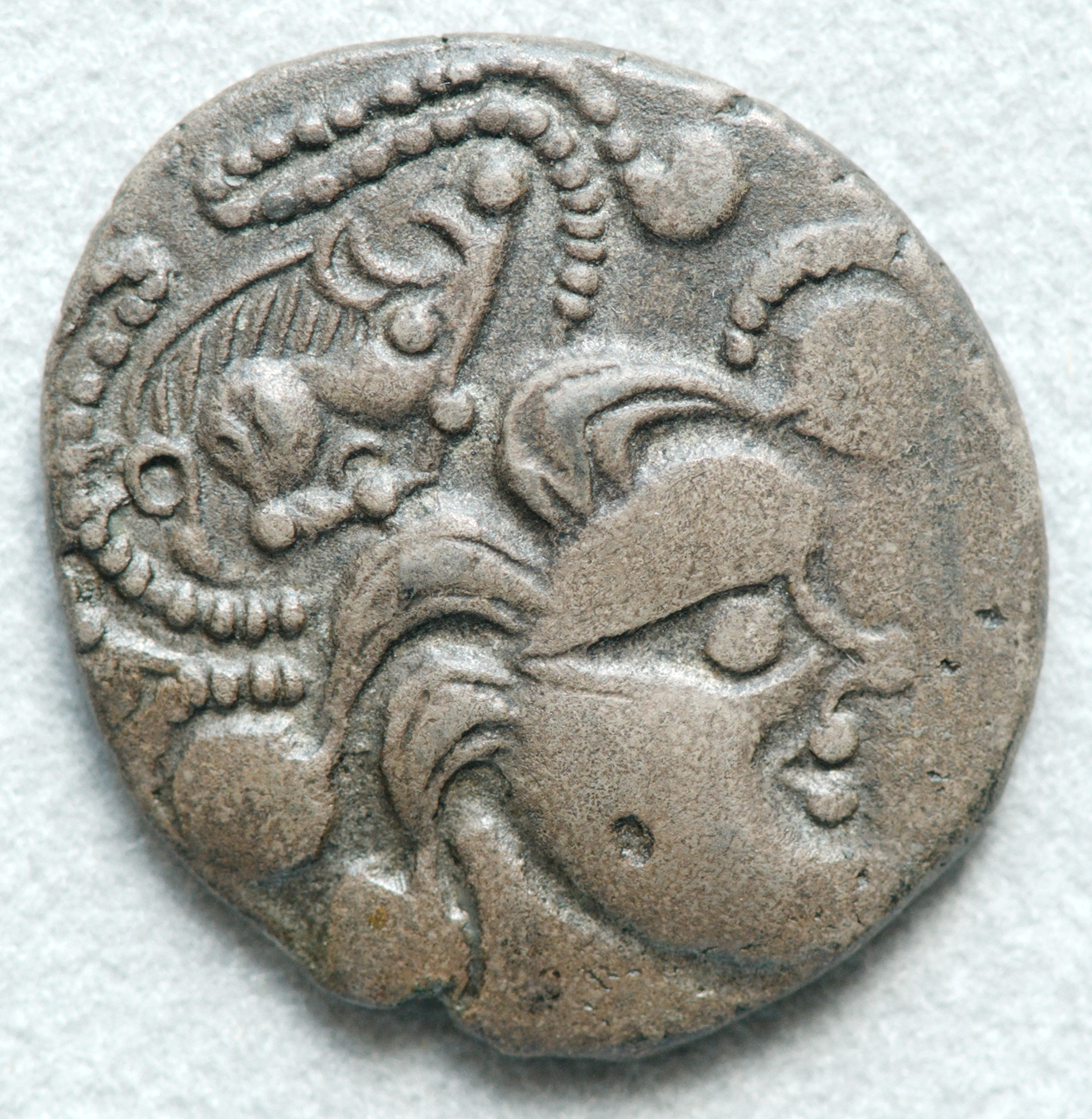
Keltische stater van biljoen geslagen door de Baiocasses (omgeving van Bayeux)

Koning Kroisos van Lydië voerde een belangrijke munthervorming in. Voortaan werden er zowel gouden als zilveren staters gebruikt in plaats van de elektrumstater. Het gewicht van een gouden stater was minder dan dat van de elektrum stater: de waarde was gelijkgebleven, maar goud is meer waard dan elektrum. Uiteindelijk zou een gouden stater ruim 8 gram wegen, net als de zilveren stater. Munten werden toen algemeen als geld gebruikt, ook in het dagelijks leven.
Het rijk van Kroisos werd echter in 542 v.Chr. veroverd door Cyrus II, de koning van de Achaemenidische Perzen. De Perzen namen de muntslag van Lydië over, aanvankelijk met de oude beeldenaar, maar later werd de leeuw vervangen door een knielende boogschutter. De naam 'stater' werd in Perzië vervangen door 'dareikos', dariek, van het Middelperzisch zarig, goud.

## Griekse gebieden
In de niet door de Perzen veroverde gebieden bleef de oude situatie voortbestaan: vele kleine staten in Klein-Azië muntten hun eigen staters en deelstaters aan van elektrum; het gewicht van deze munten kon per plaats enigszins variëren.
Een van de bekendste soorten elektrumstaters was de 'kyzikenos', geslagen in de stad Cyzicus aan de Zee van Marmara, die tussen circa 500 en 330 overal in de internationale handel circuleerde.
In de tweede helft van de zesde eeuw gingen ook steden in het Europese deel van Griekenland munten slaan en tegen het jaar 500 deed de dubbele standaard zijn intrede in de Griekse gebieden van Europa. Elektrum werd in Europa niet gevonden, en daarom werd er alleen (vrijwel) zuiver goud en zilver aangemunt. Deze munten waren eveneens gebaseerd op het gewicht 'stater'. Nu deed de zilveren drachme zijn intrede, die vaak een waarde had van een halve stater - maar de rol van de zilveren stater was nu uitgespeeld, en de drachme werd de universele munteenheid.

## Hellenisme
In het begin van de Hellenistische periode, na de grote veroveringen door Alexander van Macedonië, werd het muntgeld van de Macedoniërs gemeengoed in een groot deel van de wereld. De diadochen-koninkrijken baseerden hun muntslag op de drachme en de tetradrachme; er werden ook wel gouden staters geslagen, maar lang niet door alle vorsten. De gouden munten van koning Philippus II van Macedonië werden echter wijd verspreid, mede doordat ze nog tot wel veertig jaar na zijn overlijden in productie bleven.
In de verste uithoek van het rijk dat Alexander veroverd had, in Bactrië, ruwweg het huidige Afghanistan werden enkele typen staters geslagen, maar daar werd ook het grootste en meest verfijnde goudstuk van de Griekse wereld vervaardigd, onder koning Eukratides I (171-145 v.Chr.). Van deze munt, die een 20-statermunt (168 gram) genoemd wordt en zeker nooit als geld bedoeld was, is slechts één exemplaar bekend.

### Kelten

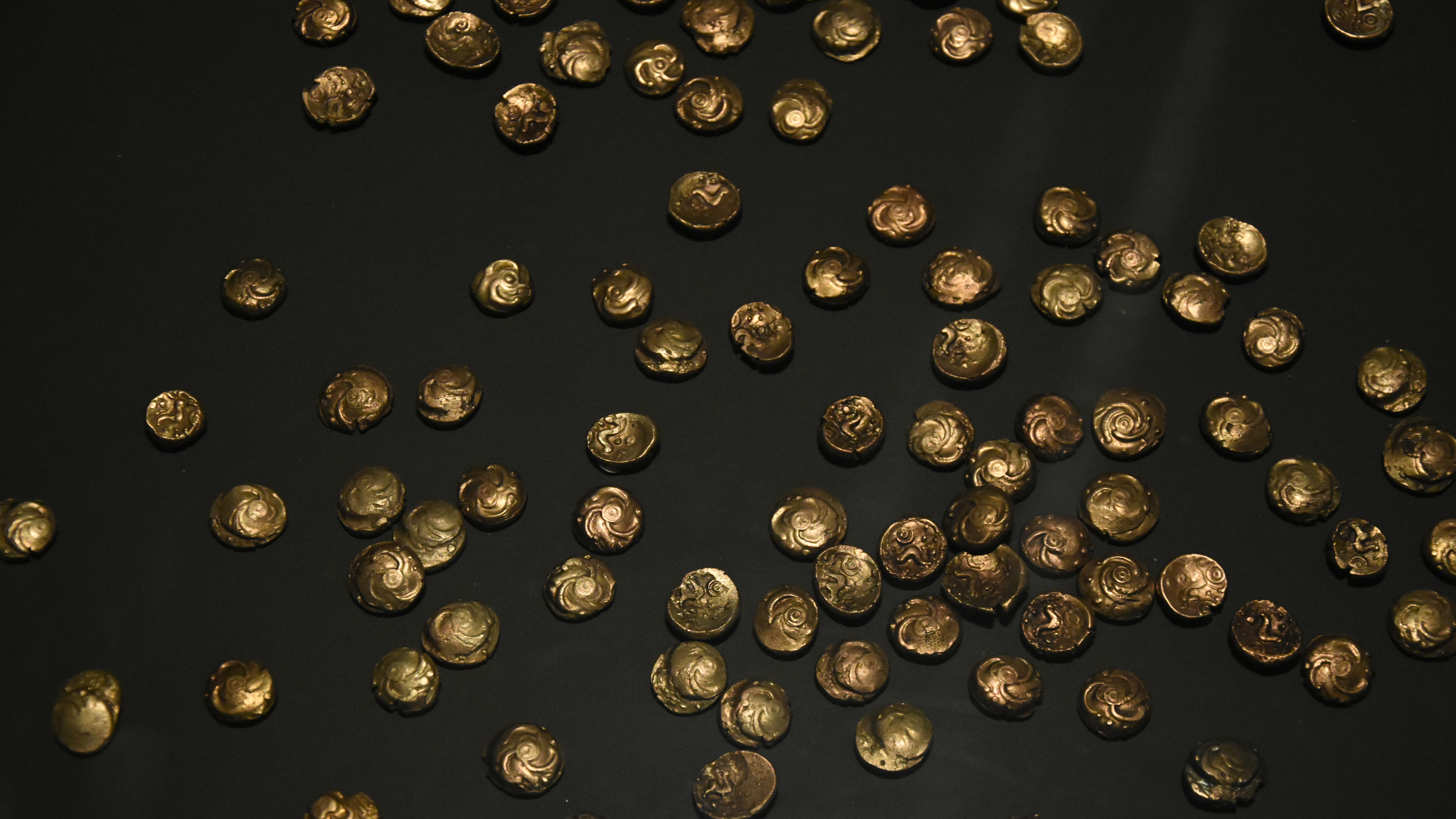
Staters van de Eburonen (goud, 55 v.Chr.), gevonden in Vechmaal - Gallo-Romeins Museum (Tongeren)

De munten van Philippus van Macedonië werden nog eeuwenlang nageslagen door Keltische stammen die zich de techniek van het slaan van munten eigen hadden gemaakt. Aanvankelijk werd alleen goud gebruikt, maar vanaf ongeveer 170 v.Chr. ook zilver en legeringen met een hoog gehalte aan onedele metalen. Zij gebruikten hun vaak sterk aan de eigen Keltische stijl aangepaste imitaties als statusobject om aan bondgenoten en cliënten te schenken. Een van de Keltische statersoorten was het regenboogschoteltje. Deze munt is voorzien van een holle en een bolle kant en heeft een sterk geabstraheerde voorstelling, waar bijvoorbeeld de kop van Philippus met moeite in te herkennen is. Regenboogschoteltjes worden gevonden van wat nu Zuid-Nederland en Noord-België is via het midden en zuiden van Duitsland tot Tsjechië, Oostenrijk en Hongarije.